# Toxomerus veve
Toxomerus veve är en tvåvingeart som först beskrevs av Hull 1942.  Toxomerus veve ingår i släktet Toxomerus och familjen blomflugor.
Artens utbredningsområde är Haiti. Inga underarter finns listade i Catalogue of Life.